# Adaptations des aventures d'Arsène Lupin
Le personnage d'Arsène Lupin, gentleman-cambrioleur créé par Maurice Leblanc, a été adapté dans de nombreux médias. Cette page recense les différentes adaptations des aventures d'Arsène Lupin.

## Fiction audio
- 1960-1961 : Les Aventures d'Arsène Lupin, série radiophonique pour France II Régionale, réalisée par Abder Isker d'après une adaptation de quelques romans de Maurice Leblanc par Jean Marcillac[1].

- 2006 : adaptation radiophonique de L'Aiguille creuse pour France Culture de Gabor Rassov et réalisée par Michel Sidoroff[2].

## Pièces de théâtre
- Arsène Lupin contre Herlock Sholmès, pièce de Victor Darlay et Henry de Gorsse, inspirée du roman homonyme. Pièce en 4 actes et 15 tableaux, représentée la première fois au théâtre du Châtelet, le 28 octobre 1910. Parue en volume in-4° chez Firmin-Didot en 1911.
- La Aguja hueca (L'Aiguille creuse) (1912), pièce en 3 actes et un prologue de Heraclio Serrano Viteri et Enrique Grimau de Mauro.
- Arsène Lupin, adaptation de la pièce de 1908 et mise en scène de Delphine Piard, au théâtre Michel, présentée en 2014/2015[3], et en reprise à partir du 3 février 2016.

## Bandes dessinées et mangas
- 813, adapté par Georges Cheylard (scénario) et Georges Bourdin (dessin) aux éditions Prifo[Note 1]
  1. Tome 1 (janvier 1977)
  2. Tome 2 (janvier 1977)
- Arsène Lupin, adapté par André-Paul Duchâteau aux éditions Soleil
  1. Le Bouchon de cristal (dessin de Jacques Géron, 1989)
  2. 813 - La double vie (dessin de Jacques Géron, 1990)
  3. 813 - Les trois crimes (dessin de Jacques Géron, 1991)
  4. La Demoiselle aux yeux verts (dessin Jacques Géron, 1992)
  5. L'Aiguille creuse (dessin de Jacques Géron, 1994)
  6. Victor de la Brigade Mondaine (dessin de Erwin Drèze, 1998)
- L'Île aux trente cercueils, adapté par Marc Lizano (décembre 2011) aux éditions Soleil
- Arsène Lupin - l'Aiguille Creuse, adapté par Jérôme Félix (scénario) et Michaël Minerbe (dessin) aux éditions Orep (juin 2018). Préfacé par les héritiers de Maurice Leblanc

Par ailleurs, Arsène Lupin est très populaire au Japon, au point que plusieurs mangakas se sont approprié le personnage pour adapter ses aventures :
- Arsène Lupin, adapté par Gō Nagai (inédit en français)[4].
- Arsène Lupin L'Aventurier (ja), adapté par Takashi Morita aux éditions Kurokawa[5]
  1. Gentleman-cambrioleur 1 (mai 2022) - Adaptation des nouvelles L'Arrestation d'Arsène Lupin, Arsène Lupin en prison, L'Évasion d'Arsène Lupin et Le Mystérieux voyageur.
  2. Gentleman-cambrioleur 2 (mai 2022) - Adaptation des nouvelles Le collier de la Reine, Le Sept de cœur et Le Coffre-Fort de Madame Imbert.
  3. Gentleman-cambrioleur 3 (juin 2022) - Adaptation des nouvelles La perle noire, Herlock Sholmès arrive trop tard et L'écharpe de soie rouge.
  4. Contre Herlock Sholmès - La Dame blonde 1 (juillet 2022) - Adaptation de la première partie de la nouvelle La Dame blonde.
  5. Contre Herlock Sholmès - La Dame blonde 2 (juillet 2022) - Adaptation de la seconde partie de la nouvelle La Dame blonde.
  6. Le Diadème de la Princesse de Lamballe (août 2022) - Adaptation de la pièce de théâtre éponyme de 1908.
  7. La Lampe juive (septembre 2022) - Adaptation de la nouvelle La Lampe juive.
  8. L'Aiguille creuse 1 (octobre 2022) - Adaptation de la première partie de L'Aiguille creuse.
  9. L'Aiguille creuse 2 (janvier 2023) - Adaptation de la seconde partie de L'Aiguille creuse.
  10. L'Aiguille creuse 3 (avril 2023) - Adaptation de la troisième partie de L'Aiguille creuse.

## Cinéma et télévision
La filmographie des aventures d’Arsène Lupin compte de nombreuses adaptations :
- Une aventure d'Arsène Lupin (1908), film américain d'Edwin Stratton Porter, avec William Ranows
- Arsène Lupin (1909), film français de Michel Carré, avec Georges Tréville
- Arsene Lupin contra Sherlock Holmes (1910), film allemand en cinq épisodes de Viggo Larsen, avec Paul Otto
- Arsène Lupin contre Ganimard (1914), film français de Michel Carré, avec Georges Tréville
- Arsène Lupin (1916), film britannique de George Loane Tucker, avec Gerald Ames
- Arsene Lupin (1917), film américain de Paul Scardon, avec Earle Williams
- The Teeth of the Tiger (1919), film américain de Chester Withey, avec David Powell
- 813 (1920), film américain de Charles Christie et Scott Sidney, avec Wedgewood Nowell
- La Dernière Aventure d'Arsène Lupin (1921), film hongrois de Paul Fejos, avec Gusztav Partos (copie perdue)[6]
- 813 – Rupimono (1923), film japonais de Kenji Mizoguchi, avec Minami Kômei (copie perdue)[7]
- Arsène Lupin (1932), film américain de Jack Conway, avec John Barrymore
- Arsène Lupin détective (1937), film français de Henri Diamant-Berger, avec Jules Berry
- Le Retour d'Arsène Lupin (1938), film américain de George Fitzmaurice, avec Melvyn Douglas
- Enter Arsene Lupin (1944), film américain de Ford Beebe, avec Charles Korvin
- Arsenio Lupin (1945), film mexicain de Ramón Peón, avec Ramón Pereda (copie perdue)[8]
- El Inspector Victor contra Arsenio Lupin (1945), film mexicain de Ramón Peón, avec Ramón Pereda (copie perdue)[8]
- Les Aventures d'Arsène Lupin (1957), film français de Jacques Becker, avec Robert Lamoureux
- Signé Arsène Lupin (1959), film français de Yves Robert, avec Robert Lamoureux
- Arsène Lupin (2004), film français de Jean-Paul Salomé, avec Romain Duris

Ses aventures ont également donné lieu à des séries télévisées :
- Arsène Lupin (1960), série canadienne de René Verne, avec Jean Gascon
- Arsène Lupin (1971-1974), série de Jacques Nahum, avec Georges Descrières
- L'Île aux trente cercueils (1979), série de Marcel Cravenne[Note 2]
- Arsène Lupin joue et perd (1980), série française d'Alexandre Astruc et Roland Laudenbach, avec Jean-Claude Brialy
- Le Retour d'Arsène Lupin (1989-1990), série française de Jacques Nahum, avec François Dunoyer
- Les Nouveaux Exploits d'Arsène Lupin (1995-1996), série française de Jacques Nahum, avec François Dunoyer
- Lupin  (2021), série Netflix, avec Omar Sy

Enfin, Arsène Lupin a été mis en scène dans des films d'animation et une série animée :
- Kaitō Lupin - 813 no Nazo (1979), film d’animation japonais de Hiroshi Sasakawa. Inédit en français, ce fim reprend l’intrigue de 813.
- Lupin Tai Holmes (1981), film d’animation japonais de Masayuki Akehi. Inédit en français, ce film reprend l'intrigue de La Dame Blonde.
- Les Exploits d'Arsène Lupin (1996), série animée franco-canadienne de François Brisson et Pascal Morelli.